# Ineos Grenadiers

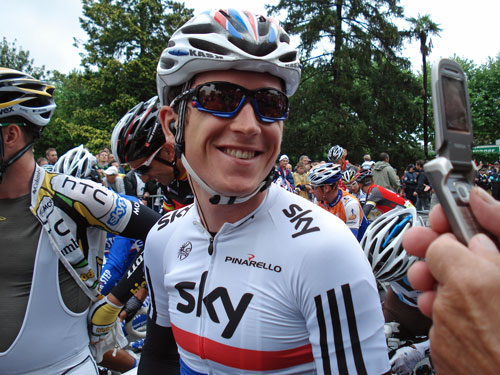
Geraint Thomas vestint el mallot del Regne Unit el 2010.

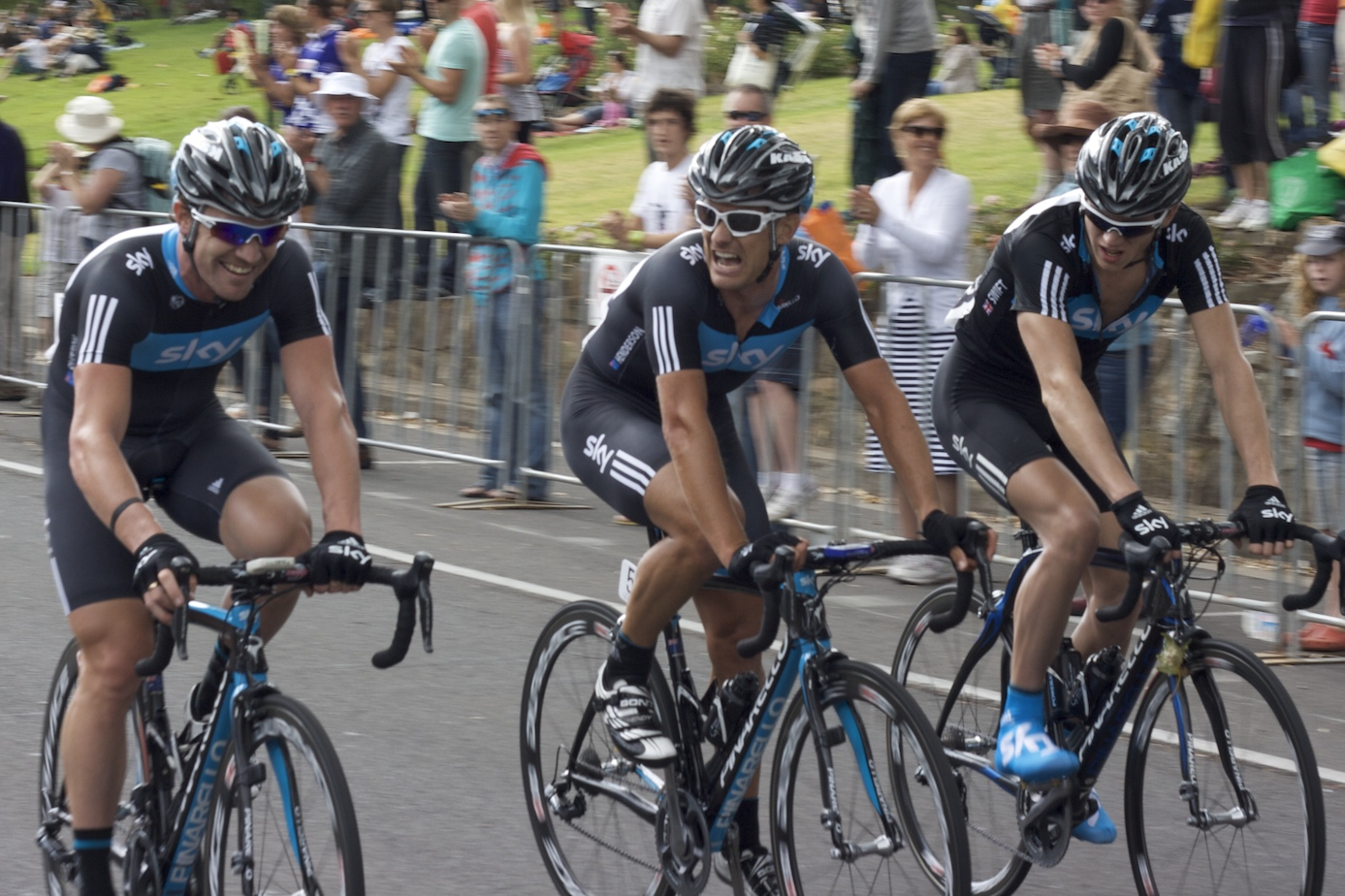
Gregory Henderson, Christopher Sutton i Ben Swift el 2010.

L'equip Ineos Grenadiers(codi UCI: IGD) és un equip ciclista britànic que va debutar el 2010 amb el nom de Team Sky. L'equip es creà per iniciativa de la British Cycling, la federació britànica de ciclisme, junt amb l'operador de televisió per satèl·lit BSkyB. El maig de 2019 passà a ser conegut com a Team Ineos i des l'inici del Tour de França de 2020 pren el nom actual. Té categoria WorldTeam. L'equip és dirigit per Dave Brailsford.
Entre els principals ciclistes que hi han militat hi ha Bradley Wiggins, Christopher Froome, Geraint Thomas i Egan Bernal, tots vencedors del Tour de França.

## Principals victòries

### Clàssiques
- Vattenfall Cyclassics: 2011 (Edvald Boasson Hagen)
- GP Ouest France-Plouay: 2012 (Edvald Boasson Hagen)
- Gran Premi Ciclista de Mont-real: 2012 (Lars Petter Nordhaug)
- Lieja-Bastogne-Lieja: 2016 (Wout Poels)
- Strade Bianche: 2017 (Michał Kwiatkowski), 2023 (Tom Pidcock)
- Milà-Sanremo: 2017 (Michał Kwiatkowski)
- A través de Flandes: 2021 (Dylan van Baarle)
- Amstel Gold Race: 2021 (Michał Kwiatkowski)
- París-Roubaix: 2021 (Dylan van Baarle)

### Curses per etapes
- Critèrium del Dauphiné: 2011, 2012 (Bradley Wiggins), 2013, 2015 i 2016 (Christopher Froome), 2018 (Geraint Thomas), 2021 (Richie Porte)
- Eneco Tour: 2011 (Edvald Boasson Hagen)
- París-Niça: 2012 (Bradley Wiggins), 2013 i 2015 (Richie Porte), 2016 (Geraint Thomas), 2017 (Sergio Henao), 2019 (Egan Bernal)
- Tour de Romandia: 2012 (Bradley Wiggins), 2013 i 2014 (Christopher Froome), 2021 (Geraint Thomas)
- Volta a Catalunya: 2015 (Richie Porte), 2021 (Adam Yates)
- Tirrena-Adriàtica: 2018 (Michał Kwiatkowski)
- Volta a Califòrnia: 2018 (Egan Bernal)
- Volta a Polònia: 2018 (Michał Kwiatkowski), 2019 (Pavel Sivakov), 2022 (Ethan Hayter)
- Tour de Guangxi: 2018 (Gianni Moscon)
- Volta a Suïssa: 2019 (Egan Bernal), 2021 (Richard Carapaz), 2022 (Geraint Thomas)
- Volta al País Basc: 2022 (Daniel Martínez Poveda)

### Grans Voltes
- Tour de França :
  - 15 participacions (2010, 2011, 2012, 2013, 2014, 2015), 2016, 2017, 2018, 2019, 2020, 2021, 2022, 2023)
  - 21 victòries d'etapa
    - 2 el 2011: Edvald Boasson Hagen (2)
    - 6 el 2012: Mark Cavendish (3), Christopher Froome i Bradley Wiggins (2)
    - 3 el 2013: Christopher Froome (3)
    - 1 el 2015: Christopher Froome
    - 2 el 2016: Christopher Froome (2)
    - 1 el 2017: Geraint Thomas
    - 2 el 2018: Geraint Thomas (2)
    - 1 el 2020: Michal Kwiatkowski
    - 1 el 2022: Thomas Pidcock
    - 2 el 2023: Michal Kwiatkowski i Carlos Rodriguez

  -  7 victòries finals
    - 2012: Bradley Wiggins
    - 2013: Christopher Froome
    - 2015: Christopher Froome
    - 2016: Christopher Froome
    - 2017: Christopher Froome
    - 2018: Geraint Thomas
    - 2019: Egan Bernal

  - Classificacions secundàries
    - Gran Premi de la muntanya: Christopher Froome (2015)
    - Classificació per equips: 2017, 2022
    - Classificació dels joves: Egan Bernal (2019)

- Giro d'Itàlia
  - 14 participacions (2010, 2011, 2012, 2013, 2014, 2015, 2016, 2017, 2018, 2019, 2020, 2021, 2022, 2023)
  - 24 victòries d'etapa
    - 1 el 2010: Bradley Wiggins
    - 3 el 2012: Mark Cavendish (3)
    - 2 el 2013: contrarellotge per equips i Rigoberto Urán
    - 2 el 2015: Elia Viviani i Vasil Kiryienka
    - 1 el 2016: Mikel Nieve
    - 1 el 2017: Mikel Landa
    - 2 el 2018: Christopher Froome (2)
    - 7 el 2020: Filippo Ganna (4), Jhonatan Narváez i Tao Geoghegan Hart (2)
    - 4 el 2021: Filippo Ganna (2) i Egan Bernal (2)

- -  3 victòries finals
    - 2018: Christopher Froome
    - 2020: Tao Geoghegan Hart
    - 2021: Egan Bernal

  - Classificacions secundàries
    - Classificació dels joves: Rigoberto Urán (2012), Tao Geoghegan Hart (2020), Egan Bernal (2021)
    - Premi de la combativitat: Mark Cavendish (2012), Mikel Landa (2017)
    - Gran Premi de la muntanya: Mikel Nieve (2016), Mikel Landa (2017), Chris Froome (2018)
    - Azzurri d'Itàlia: Mark Cavendish (2012)
    - Classificació per equips per temps: 2013, 2018

- Volta a Espanya
  - 14 participacions (2010, 2011, 2012, 2013, 2014, 2015, 2016, 2017, 2018, 2019, 2020, 2021, 2022, 2023)
  - 13 victòries d'etapa:
    - 2 el 2011: Christopher Sutton, Christopher Froome
    - 1 el 2013: Vassil Kirienka
    - 1 el 2015: Nicolas Roche
    - 3 el 2016: Christopher Froome (2), CRE
    - 2 el 2017: Christopher Froome (2)
    - 3 el 2022: Richard Carapaz (3)
    - 1 el 2023: Filippo Ganna

  -  1 victòria final
    - 2017: Christopher Froome

  - Classificacions secundàries
    - Classificació per punts: Christopher Froome (2017)
    - Gran Premi de la muntanya: Richard Carapaz (2022)
    - Classificació de la combinada: Christopher Froome (2017)
    - Premi de la combativitat: Christopher Froome (2014)

### Campionats nacionals
- Campionat d'Austràlia en ruta: 2022, 2023 (Luke Plapp)
- Campionat d'Austràlia en contrarellotge: 2015 (Richie Porte)
- Campionat de Belarús en contrarellotge: 2013 i 2014 (Kanstantsín Siutsou), 2015, 2018 (Vasil Kiryienka)
- Campionat del Canadà en ruta: 2023 (Michael Leonard)
- Campionat de Colòmbia en ruta: 2018 (Sergio Henao)
- Campionat de Colòmbia en contrarellotge: 2018 (Egan Bernal), 2022 (Daniel Martínez Poveda)
- Campionat d'Equador en ruta: 2022 (Richard Carapaz)
- Campionat d'Espanya en ruta: 2022 (Carlos Rodriguez)
- Campionat d'Espanya en contrarellotge: 2018, 2019 i 2023 (Jonathan Castroviejo)
- Campionat de Finlàndia en ruta: 2011 (Kjell Carlström)
- Campionat d'Irlanda en ruta: 2016 (Nicolas Roche)
- Campionat d'Irlanda en contrarellotge: 2016 (Nicolas Roche)
- Campionat d'Itàlia en contrarellotge: 2017, 2018 (Gianni Moscon), 2019, 2020, 2022, 2023 i 2024 (Filippo Ganna)
- Campionat de Noruega en ruta: 2012 (Edvald Boasson Hagen)
- Campionat de Noruega en contrarellotge: 2010 i 2011 (Edvald Boasson Hagen)
- Campionat dels Països Baixos en contrarellotge: 2018 (Dylan van Baarle)
- Campionat de Polònia en ruta: 2018 (Michał Kwiatkowski)
- Campionat de Polònia en contrarellotge: 2017 i 2023 (Michał Kwiatkowski)
- Campionat del Regne Unit en ruta: 2010 (Geraint Thomas), 2011 (Bradley Wiggins), 2012 (Ian Stannard), 2014 i 2015 (Peter Kennaugh), 2019 i 2021 (Ben Swift)
- Campionat del Regne Unit en contrarellotge: 2010, 2014 (Bradley Wiggins), 2011 i 2012 (Alex Dowsett), 2018 (Geraint Thomas), 2021, 2022 (Ethan Hayter), 2023, 2024 (Joshua Tarling)
- Campionat de la República Txeca en contrarellotge: 2016 (Leopold König)

## Classificacions UCI
Des de la seva creació, el 2010, l'equip ha estat enquadrat en la Classificació mundial UCI.
| Temporada | Classificació per equips | Millor ciclista en la classificació individual |
| --------- | ------------------------ | ---------------------------------------------- |
| 2010      | 15è                      | Edvald Boasson Hagen (17è)                     |

El 2011 la Classificació mundial UCI passa a ser l'UCI World Tour.
| Temporada | Classificació per equips | Millor ciclista en la classificació individual |
| --------- | ------------------------ | ---------------------------------------------- |
| 2011      | 2n                       | Bradley Wiggins (9è)                           |
| 2012      | 1r                       | Bradley Wiggins (2n)                           |
| 2013      | 2n                       | Christopher Froome (2n)                        |
| 2014      | 9è                       | Christopher Froome (7è)                        |
| 2015      | 3r                       | Christopher Froome (6è)                        |
| 2016      | 3r                       | Christopher Froome (3r)                        |
| 2017      | 1r                       | Christopher Froome (2n)                        |
| 2018      | 2n                       | Geraint Thomas (4t)                            |

El 2016 la Classificació mundial UCI passa a tenir en compte totes les proves UCI. Durant tres temporades existeix paral·lelament amb la classificació UCI World Tour i els circuits continentals. A partir del 2019 substitueix definitivament la classificació UCI World Tour.
| Temporada | Classificació per equips | Millor ciclista en la classificació individual |
| --------- | ------------------------ | ---------------------------------------------- |
| 2016      | -                        | Christopher Froome (2n)                        |
| 2017      | -                        | Christopher Froome (2n)                        |
| 2018      | -                        | Geraint Thomas (6è)                            |
| 2019      | 6è                       | Egan Bernal (4t)                               |
| 2020      | 4t                       | Richard Carapaz (11è)                          |
| 2021      | 2n                       | Egan Bernal (5è)                               |
| 2022      | 3r                       | Daniel Martínez Poveda (15è)                   |
| 2023      | 4t                       | Filippo Ganna (15è)                            |

Els ciclistes de l'equip participen als circuits continentals a partir de 2016.
UCI Amèrica Tour
| Temporada | Classificació per equips | Millor ciclista en la classificació individual |
| --------- | ------------------------ | ---------------------------------------------- |
| 2016      | -                        | Christopher Froome (10è)                       |
| 2017      | -                        | Sergio Henao (48è)                             |
| 2018      | -                        | Egan Bernal (7è)                               |
| 2019      | -                        | Egan Bernal (1r)                               |
| 2020      | -                        | Richard Carapaz (1r)                           |
| 2021      | -                        | Egan Bernal (1r)                               |
| 2022      | -                        | Daniel Martínez Poveda (2n)                    |
| 2023      | -                        | Magnus Sheffield (15è)                         |

UCI Àsia Tour
| Temporada | Classificació per equips | Millor ciclista en la classificació individual |
| --------- | ------------------------ | ---------------------------------------------- |
| 2016      | -                        | Vasil Kiryienka (16è)                          |
| 2017      | -                        | Elia Viviani (73è)                             |
| 2018      | -                        | David de la Cruz (254è)                        |

UCI Europa Tour
| Temporada | Classificació per equips | Millor ciclista en la classificació individual |
| --------- | ------------------------ | ---------------------------------------------- |
| 2016      | -                        | Gianni Moscon (31è)                            |
| 2017      | -                        | Elia Viviani (4t)                              |
| 2018      | -                        | Gianni Moscon (36è)                            |
| 2019      | -                        | Geraint Thomas (31è)                           |
| 2020      | -                        | Tao Geoghegan Hart (15è)                       |
| 2021      | -                        | Adam Yates (7è)                                |
| 2022      | -                        | Adam Yates (20è)                               |
| 2023      | -                        | Filippo Ganna (13è)                            |

UCI Oceania Tour
| Temporada | Classificació per equips | Millor ciclista en la classificació individual |
| --------- | ------------------------ | ---------------------------------------------- |
| 2016      | -                        | Peter Kennaugh (2n)                            |
| 2017      | -                        | Kenny Elissonde (12è)                          |
| 2020      | -                        | Rohan Dennis (6è)                              |
| 2021      | -                        | Richie Porte (1r)                              |
| 2022      | -                        | Luke Plapp (8è)                                |
| 2023      | -                        | Luke Plapp (14è)                               |

## Composició de l'equip 2024
| Llista de l'equip 2024             | Llista de l'equip 2024 | Llista de l'equip 2024                   | Llista de l'equip 2024 |
| Ciclista                           | Data de naixement      | Equip previ                              |                        |
| ---------------------------------- | ---------------------- | ---------------------------------------- | ---------------------- |
| Thymen Arensman                    | 4 de desembre de 1999  | Team DSM (2022)                          |                        |
| Andrew August                      | 12 de octubre de 2005  | Hot Tubes Cycling (2023)                 |                        |
| Egan Bernal Gómez                  | 13 de gener de 1997    | Androni-Sidermec-Bottecchia (2017)       |                        |
| Jonathan Castroviejo Nicolás       | 27 de abril de 1987    | Movistar Team (2017)                     |                        |
| Laurens De Plus                    | 4 de setembre de 1995  | Jumbo-Visma (2020)                       |                        |
| Tobias Foss                        | 25 de maig de 1997     | Jumbo-Visma (2023)                       |                        |
| Omar Fraile Matarranz              | 17 de juliol de 1990   | Astana-Premier Tech (2021)               |                        |
| Filippo Ganna                      | 25 de juliol de 1996   | UAE Team Emirates (2018)                 |                        |
| Ethan Hayter                       | 18 de setembre de 1998 | VC Londres (2019)                        |                        |
| Leo Hayter                         | 10 de agost de 2001    | Hagens Berman Axeon (2022)               |                        |
| Kim Heiduk                         | 3 de març de 2000      | Team Lotto-Kern Haus (2021)              |                        |
| Michał Kwiatkowski                 | 2 de juny de 1990      | Etixx-Quick Step (2015)                  |                        |
| Michael Leonard                    | 26 de març de 2004     | Team Franco Ballerini (2022)             |                        |
| Jhonatan Narváez Prado             | 4 de març de 1997      | Quick-Step Floors (2018)                 |                        |
| Thomas Pidcock                     | 30 de juliol de 1999   | Trinity Racing (2020)                    |                        |
| Salvatore Puccio                   | 31 de agost de 1989    |                                          |                        |
| Brandon Rivera                     | 21 de març de 1996     | GW Shimano (2019)                        |                        |
| Carlos Rodríguez Cano              | 2 de febrer de 2001    |                                          |                        |
| Óscar Rodríguez Garaicoechea       | 6 de maig de 1995      | Movistar Team (2023)                     |                        |
| Luke Rowe                          | 10 de març de 1990     | 100% me (2011)                           |                        |
| Magnus Sheffield                   | 19 de abril de 2002    | Rally Cycling (2021)                     |                        |
| Ben Swift                          | 5 de novembre de 1987  | UAE Team Emirates (2018)                 |                        |
| Connor Swift                       | 30 de octubre de 1995  | Arkéa-Samsic (2022)                      |                        |
| Joshua Tarling                     | 15 de febrer de 2004   | FlandersColor Galloo (2022)              |                        |
| Geraint Thomas                     | 25 de maig de 1986     | Barloworld (2009)                        |                        |
| Ben Turner                         | 28 de maig de 1999     | Trinity Racing (2021)                    |                        |
| Elia Viviani                       | 7 de febrer de 1989    | Cofidis (2021)                           |                        |
| Theodor Storm                      | 31 de març de 2005     | Team NPV-Carl Ras Roskilde Junior (2023) |                        |
| Artem Shmidt (25 de ago–31 de des) | 30 de gener de 2004    | Hagens Berman Jayco (2024)               |                        |
|                                    |                        |                                          |                        |
| Font: ProCyclingStats              |                        |                                          |                        |